# Oslos tunnelbana
| Urban straight track |

| Urban station on track |

| Unknown BSicon "utSTRa" |

| Urban tunnel station on track |

| Urban tunnel station on track |

| Urban tunnel station on track |

| Urban tunnel station on track |

| Urban tunnel station on track |

| Unknown BSicon "utABZgr" |

| Urban tunnel station on track |

| Unknown BSicon "utABZgr" |

| Urban straight track |

| Urban station on track |

| Unknown BSicon "utSTRa" |

| Urban tunnel station on track |

| Urban tunnel station on track |

| Urban tunnel station on track |

| Urban tunnel station on track |

| Urban tunnel station on track |

| Unknown BSicon "utABZgr" |

| Urban tunnel station on track |

| Unknown BSicon "utABZgr" |

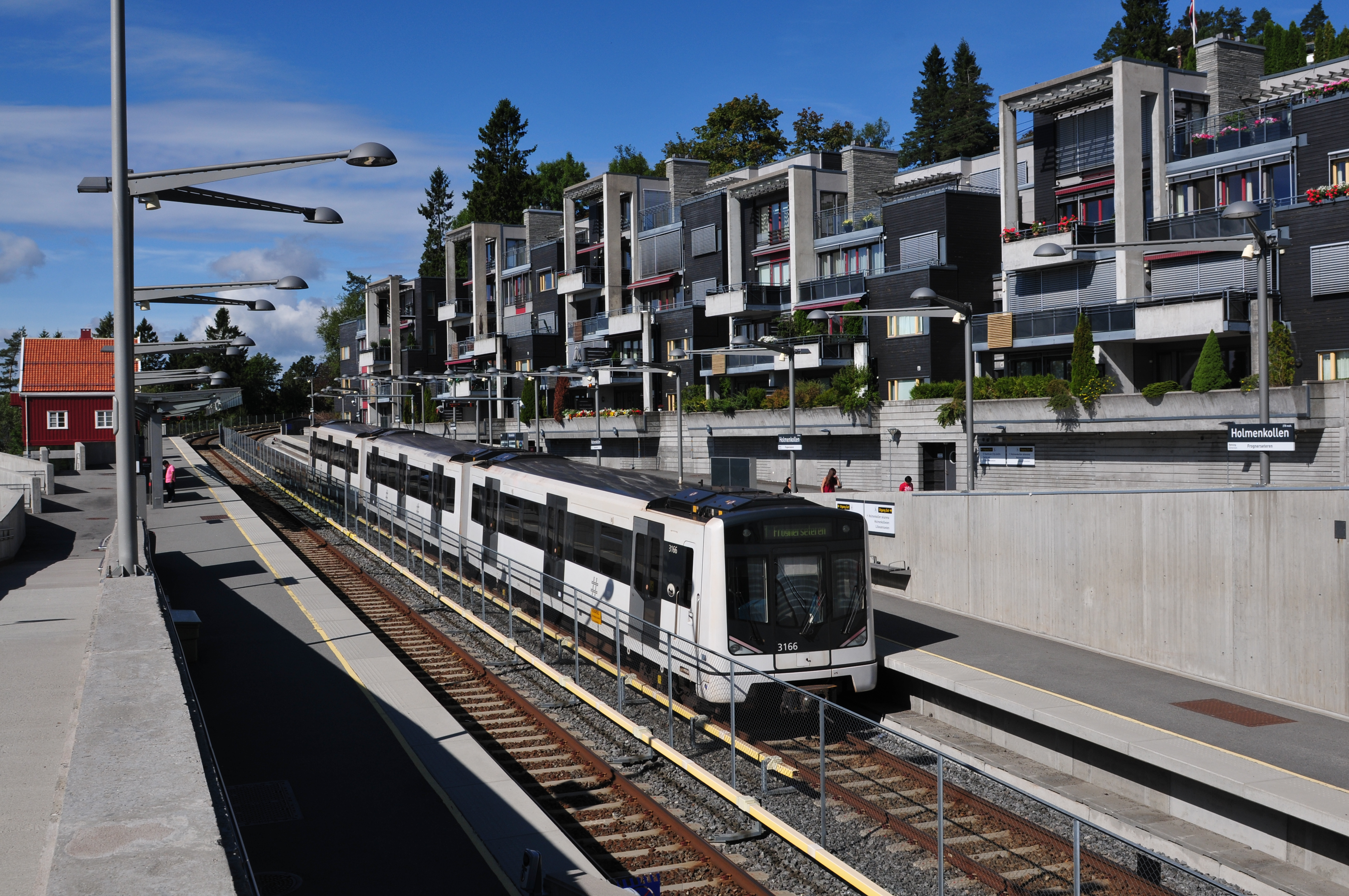
Tunnelbanestation Holmenkollen

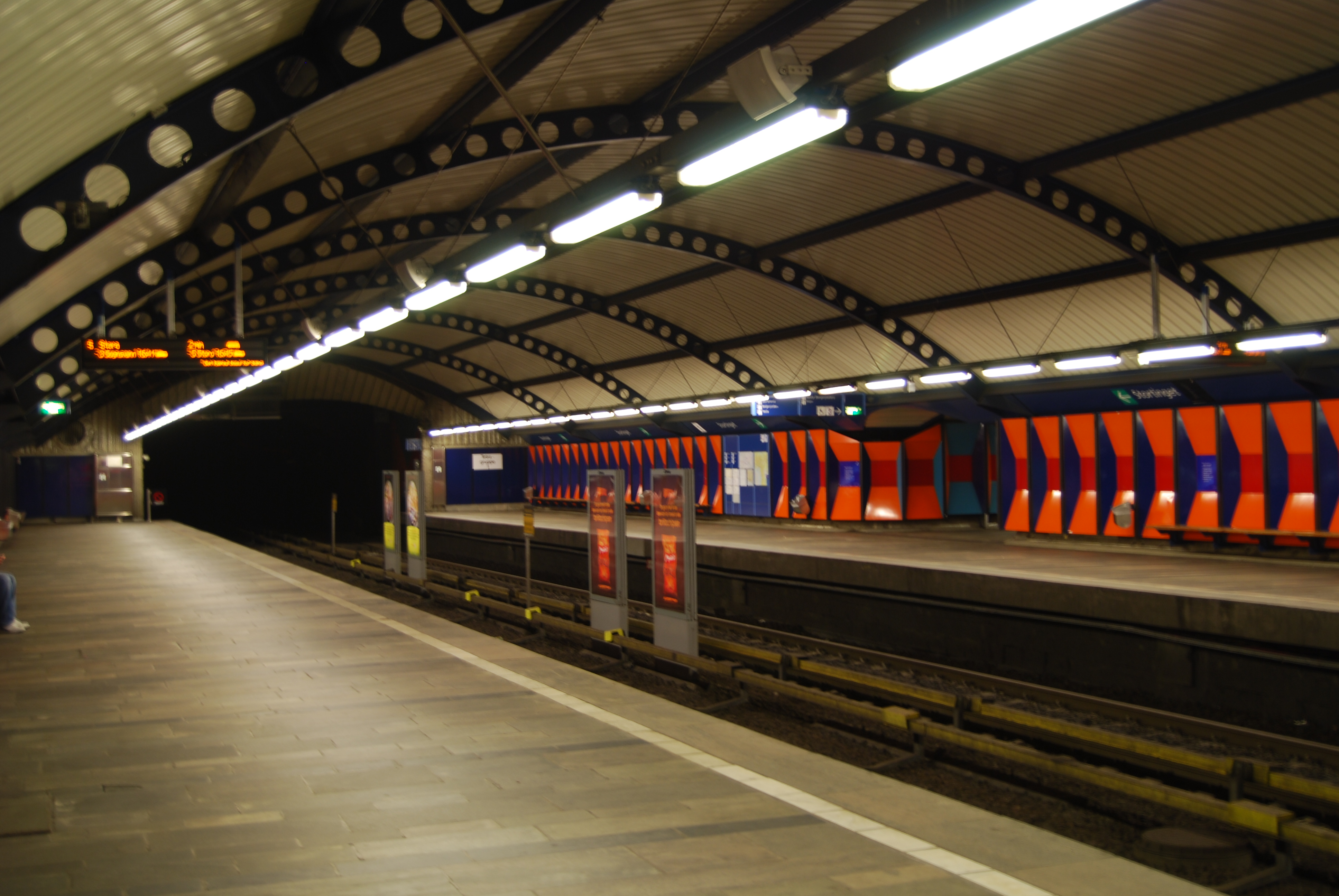
Station Stortinget

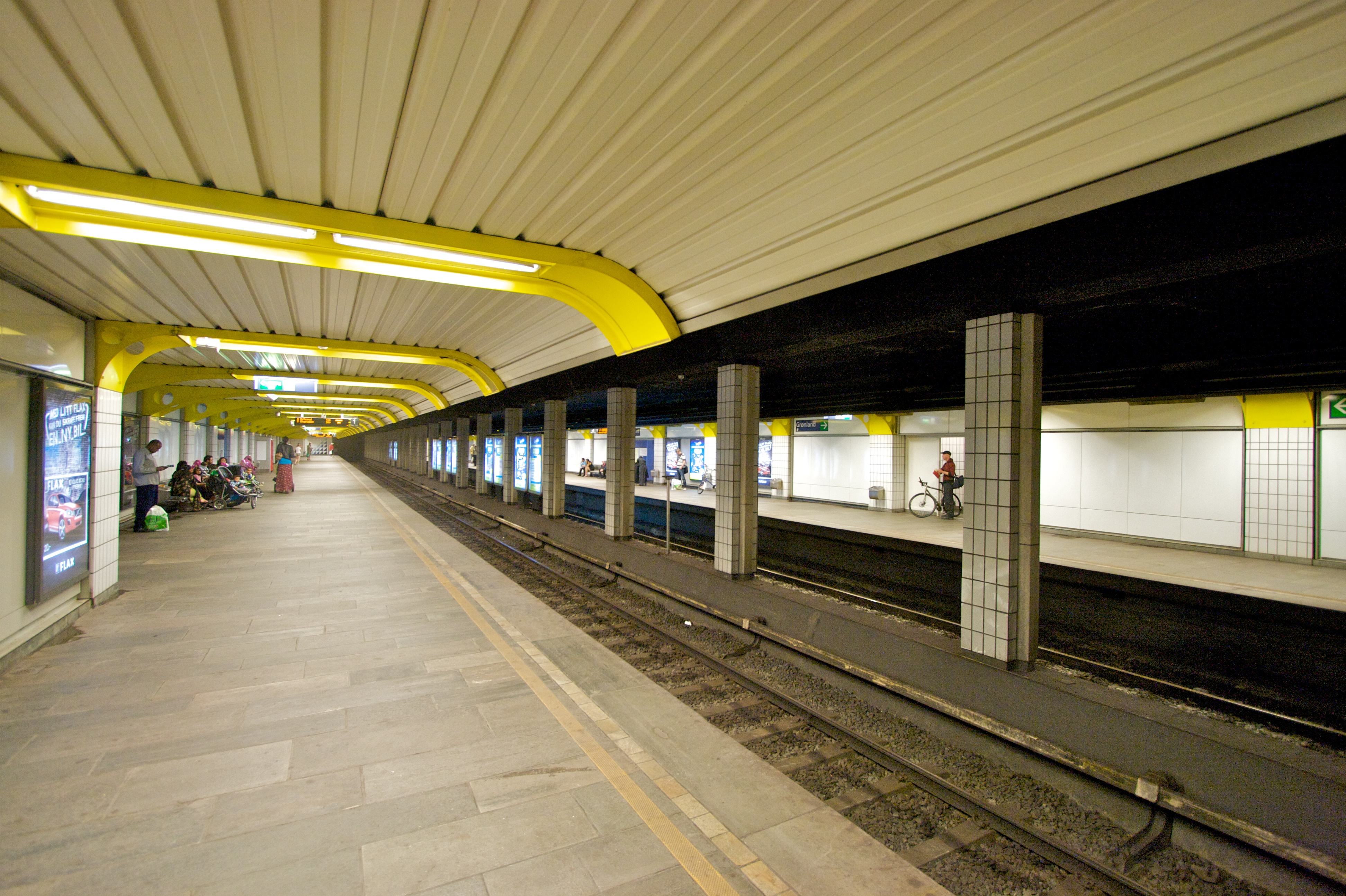
Grønland

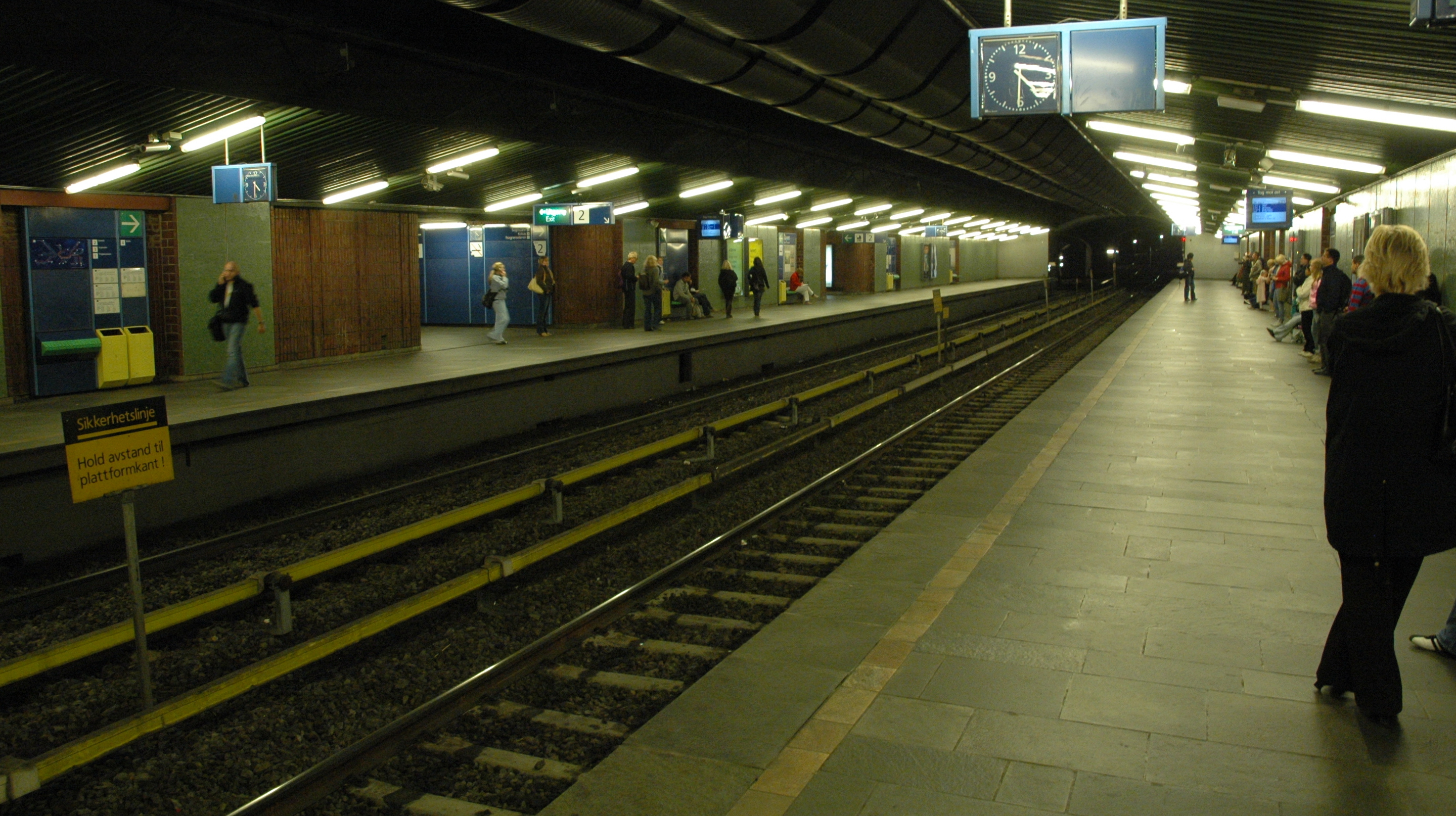
Tøyen

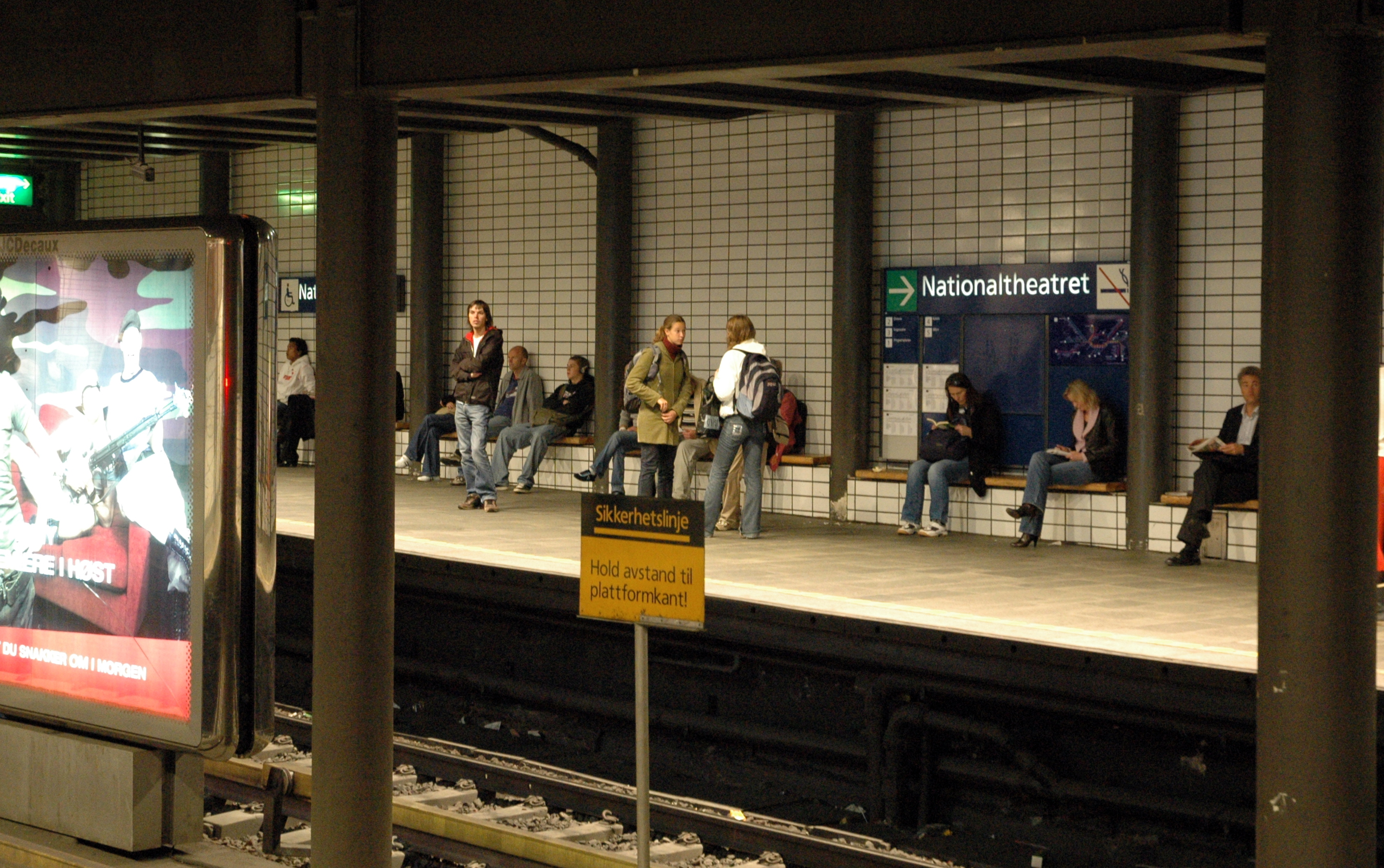
Station Nationaltheatret

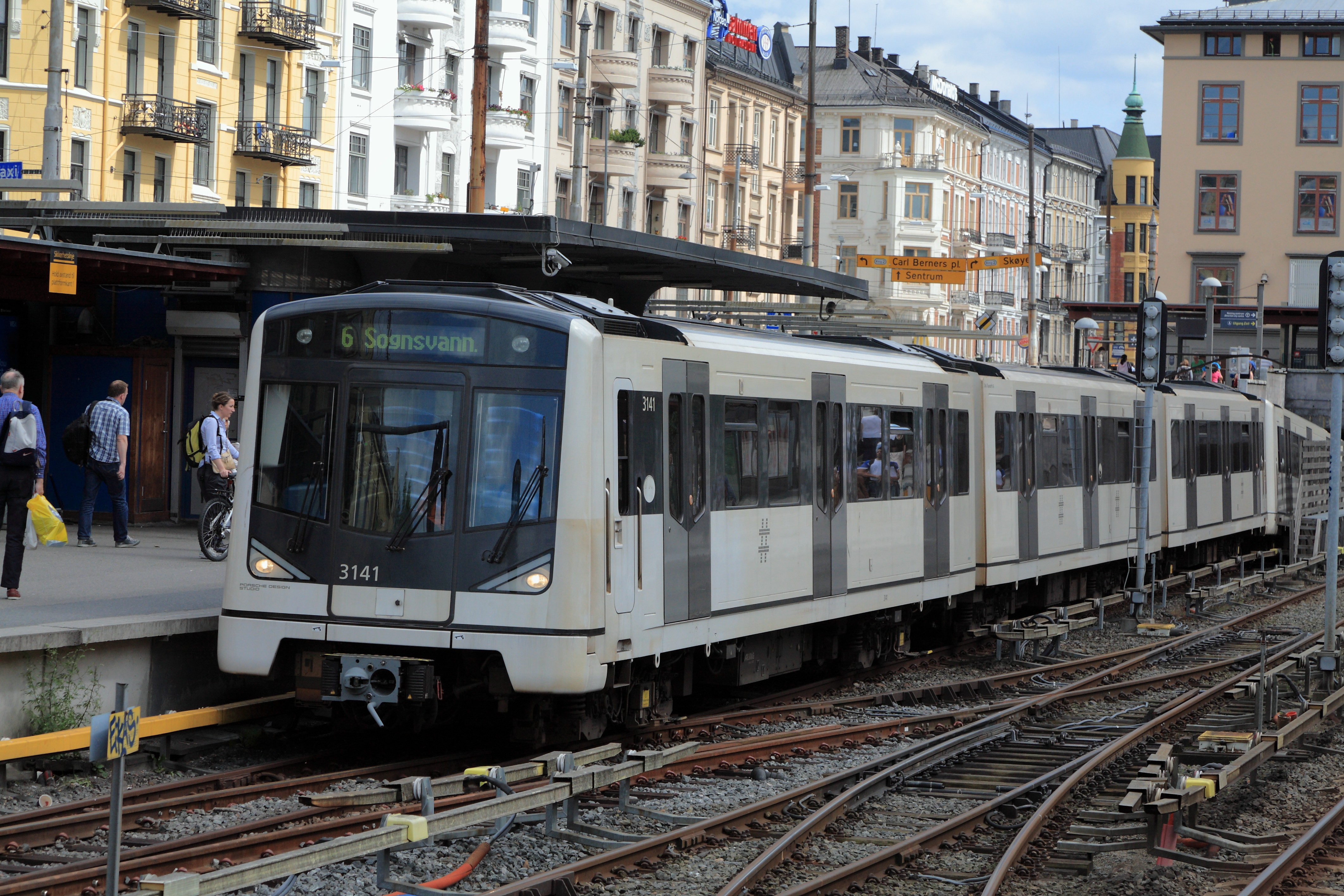
Nya MX3000-tåg började levereras 2006

Oslos tunnelbana (T-banen) är en tunnelbana i Oslo, Norge. Den är landets enda i sitt slag och drivs av Sporveien T-banen AS, ett dotterbolag till Sporveien AS, på uppdrag av Ruter.

## Banor
Nätet består av fem linjer som alla går genom stadens centrum, med en total längd på 85 kilometer, som betjänar 101 stationer varav 17 är underjordiska eller inomhus. Förutom att betjäna 14 av Oslos 15 stadsdelar går två linjer till Kolsås och Østerås, i grannkommunen Bærum. 2016 hade systemet ett årligt antal passagerare på 118 miljoner.
Tunnelbanan, "T-banen", i Oslo har idag 101 stationer fördelade på fem linjer. Den längsta tunnelsträckan, 7 060 meter, är Majorstuen–Hasle (Fellestunnelen). I förorterna är spåren huvudsakligen i marknivå. Flera linjer är före detta järnvägslinjer som även efter att de inkluderats i T-banenätet haft kvar kontaktledning och plankorsningar. Detta framför allt i den västra delen av staden. De har efter hand uppgraderats till tunnelbanestandard, utan plankorsningar och med strömskena istället för kontaktledning. Den sista linjen som byggts om var Holmenkollbanan som nyinvigdes 6 december 2010. Denna har dock kvar plankorsningar och har även korta plattformar på flertalet stationer (de bakre dörrarna måste där hållas stängda).

## Fordon
Oslos tunnelbana använder tåg av följande typ:
- MX3000 är 54 meter långa 3-delade tåg som tillverkades 2005–2014. 115 tåg har levererats, de sista tågen levererades 2014. De går bara på strömskena och har ersatt alla andra tåg. Alla linjer utom linje 1 kan trafikeras av dubbla tåg (108 meter). MX3000 har färre sittplatser än de gamla tågen, men desto fler ståplatser.

## Historia

### Förortsbanor
Utvecklingen mot en tunnelbana i Oslo startade med de förortsbanor som började anläggas kring år 1900. Den första var Holmenkollbanan som stod klar 1898 mellan Majorstuen och Besserud.
De västliga linjerna öppnades först, oftast som spårvägslinjer, en del byggda som eller konverterade till förortsjärnväg.
Holmenkollinjen öppnade 1898 och var då Nordens första förortsbana och Norges första järnväg med elektrisk drift. Den byggdes och drevs av det privata företaget A/S Holmenkolbanen. Ursprungligen var det bara sträckan mellan Majorstuen och Slemdal som hade dubbelspår. Denna bana är idag i en moderniserad version en del av tunnelbanenätet. 1916 förlängdes linjen till Frognerseteren och 1928 öppnades tunneln mellan Majorstuen och Nationaltheateret. Smestadlinjen (början på dagens Østeråsbana) öppnade 1912 och Sognsvannlinjen 1935. 
Tunnelbanans historia anses börja 1928 då tunneln mellan Majorstuen och Nationaltheatret i Oslos centrum öppnades. De var den första tunneln för lokal kollektivtrafik i Norden, fem år före Stockholm. I den kördes vissa spårvägslinjer med kontaktledning som hade höga plattformar, bland annat Holmenkollbanen och Smestadbanen. 1930 följde en ny sträcka från Lilleaker via Jar till Avløs.
De östliga linjerna byggdes med tanke på tunnelbana, men kördes som spårvägar. Först var linjen till Oppsal 1926. På 1960-talet började dessa linjer köras som riktig tunnelbana, med strömskena.

### Modern tunnelbana
Efter andra världskriget påbörjades planeringen för ett nät med tunnelbanestandard som en vidareutveckling av stadsbanenätet. 1949 grundade Oslo stad en tunnelbaneavdelning som skulle utveckla planer för ett nytt nät. 1954 lades en plan fram där fyra av de då fem spårvagnslinjerna i östra Oslo skulle byggas om till tunnelbana. Oslos kommunalstyrelse beslöt att bygga ett tunnelbanenät.
1957 började man byggandet av tunnlar och fram till 1966 byggdes en fem kilometer lång tunnelsträcka mellan Jernbanetorget och Brynseng. 
År 1966 öppnades ett riktigt tunnelbanenät med strömskena i östra Oslo. De två näten var först helt separata utan förbindelse, men 1987 öppnades tunneln från Nationaltheatret till Stortinget dit de östra linjerna gick. Det blev då gångavstånd mellan de två näten vid Stortinget station. 
På 1970-talet började man bygga tunneln genom centrum. De östliga linjerna nådde Stortingets station då denna öppnades 1977, och 1986 blev också de västliga linjerna förlängda dit. Passagerarna fick byta där, då tågen hade olika standard. De västliga linjerna hade luftledning (kontaktledning).
På 1990-talet slogs de östliga och de västliga linjerna ihop, och då började samma tåg trafikera både östra och västra Oslo. Vissa tåg hade fått utrustning för både luftledning och strömskena, fast strömskena hade införts på de flesta västlinjer.
Därmed var Fellestunnelen (felles = gemensam) ett faktum, den delen av T-banenätet som idag trafikeras av alla linjer. Den sträcker sig från Majorstuen station i väst till Helsfyr station i öst och har en längd på 4,8 km. På sträckan Stortinget-Tøyen har Fellestunnelen kapacitet till upp till 28 tåg/timme i varje riktning. Med 500 passagerare per tåg i rusningstid ger detta 14 000 passagerare per timme per riktning, vilket motsvarar tre fyrfiliga motorvägar.
20 augusti 2006 öppnades den sista länken i den nya ringbanan (Ringen, även kallad T-baneringen), mellan Storo stasjon och Carl Berners plass stasjon, med Sinsen som den senast öppnade stationen. Fram till april 2016 trafikerades ringbanan av linjerna 4 och 6 på hela sträckningen mellan Ullevål stadion och Carl Berners plass, samt av linje 5 mellan Ullevål stadion och Storo. Linjerna 4 och 6 var ihopkopplade, så att ett tåg på linje 4 från Bergkrystallen skyltade om till linje 6 på ringen och fortsatte till Åsjordet, och tvärtom. Detta upphörde april 2016 då Lørenbanen blev färdig och linjenätet uppdaterades. Linje 4 och 6 slogs ihop till en ny linje 5 samtidigt det gjordes andra ändringar i linjenätet.
Linje 2 Bjørnsletta – Kolsås (9 km) började byggas om till normal tunnelbanestandard 2009 och arbetet avslutades 2014.
2013 påbörjades bygget av Lørenbanen, en 1,6 km lång sträcka i östra Oslo som huvudsakligen går i tunnel. Lørenbanen öppnades för trafik 3 april 2016. Lørenbanen binder samman T-baneringen med Grorudbanen i östra Oslo och har en ny station (Løren). T-banetåg kan nu alltså gå mellan Grorudbanen och t-banenätet i västra Oslo via Lørenbanen och T-baneringen, dvs utan att behöva gå via den hårt belastade Fellestunnelen under Oslos citykärna. Med öppnandet av Løren station har Oslos tunnelbana nu 101 stationer och därmed flest stationer i Norden.

## Stationer

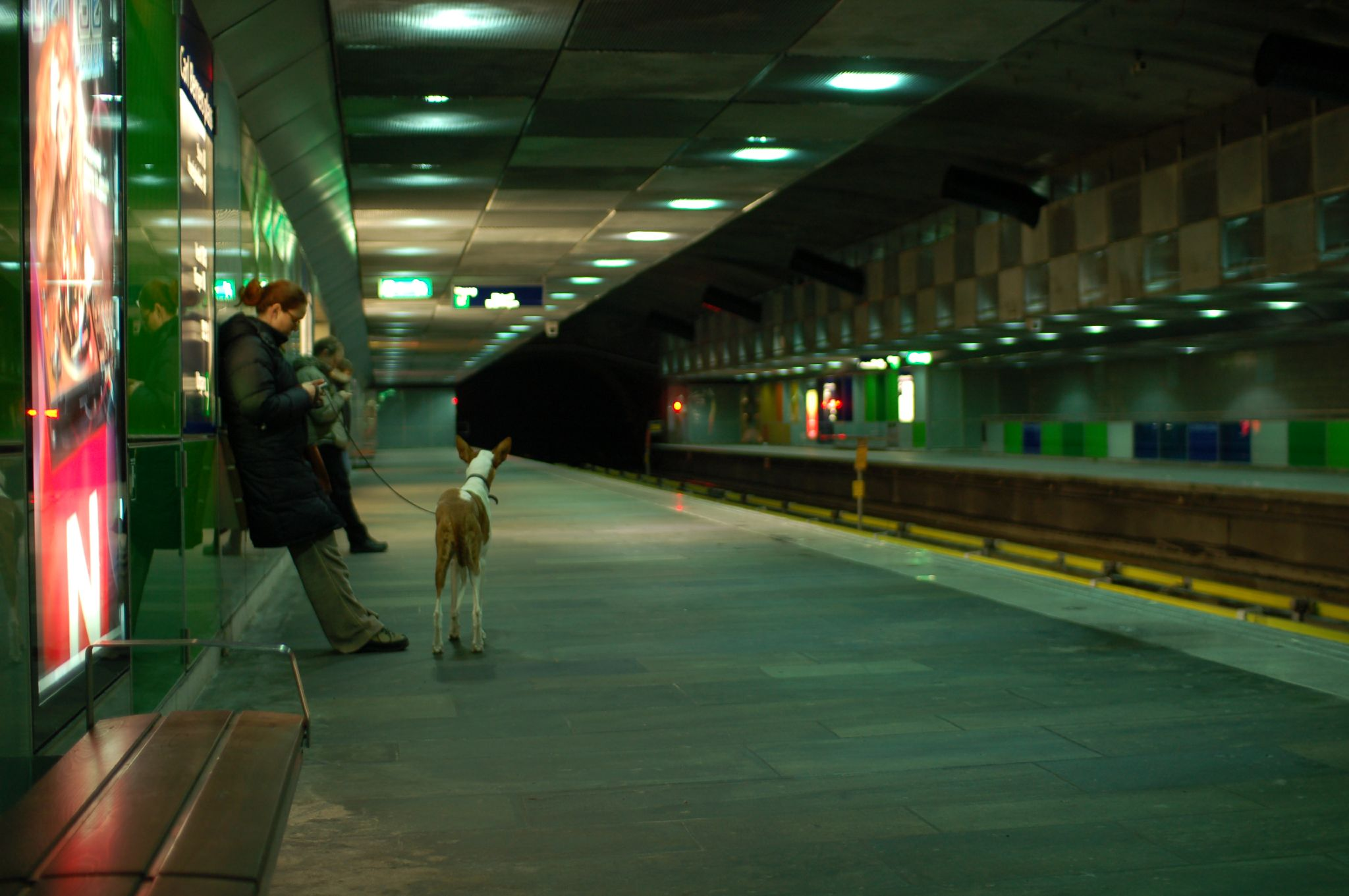
Carl Berners plass
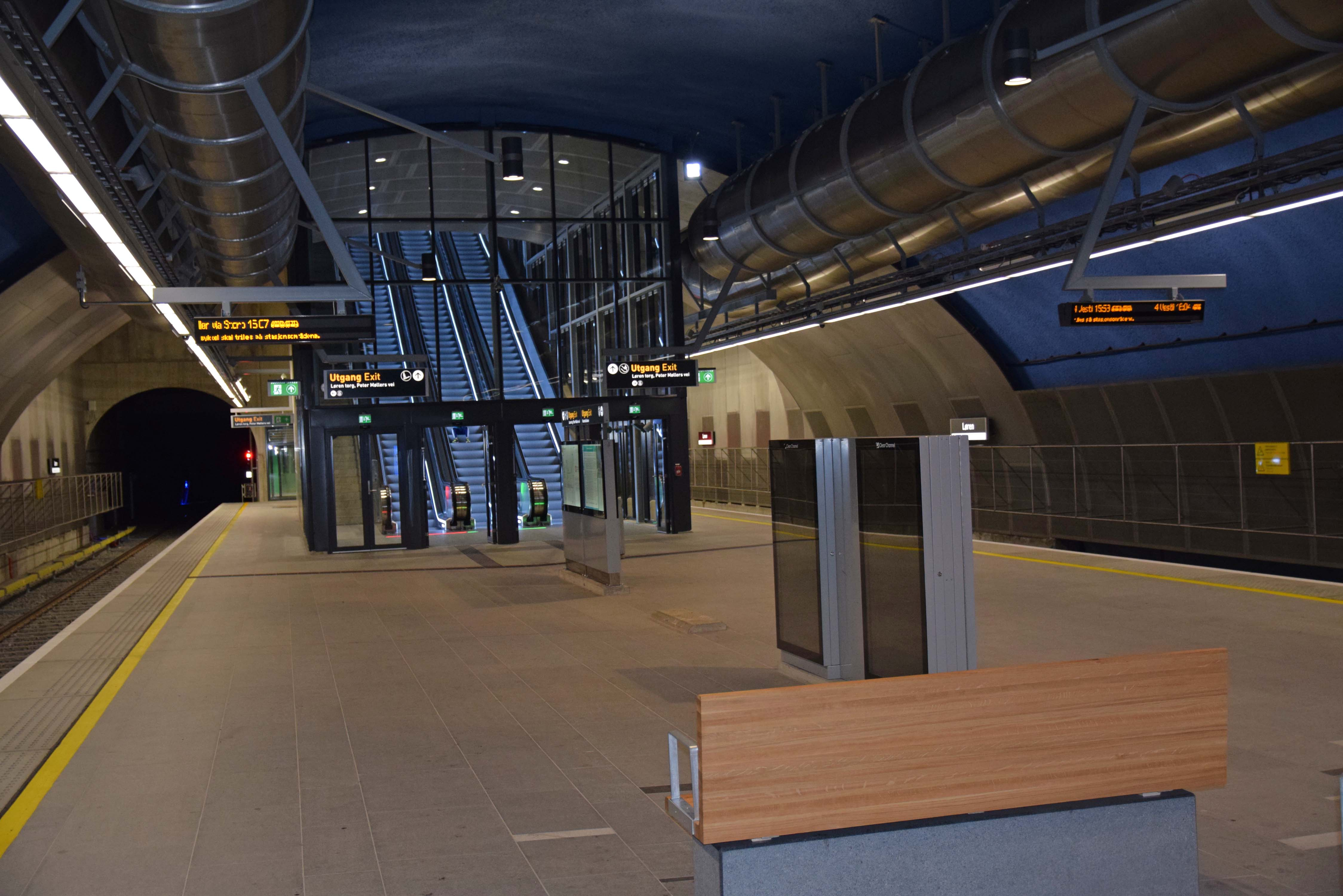
Løren
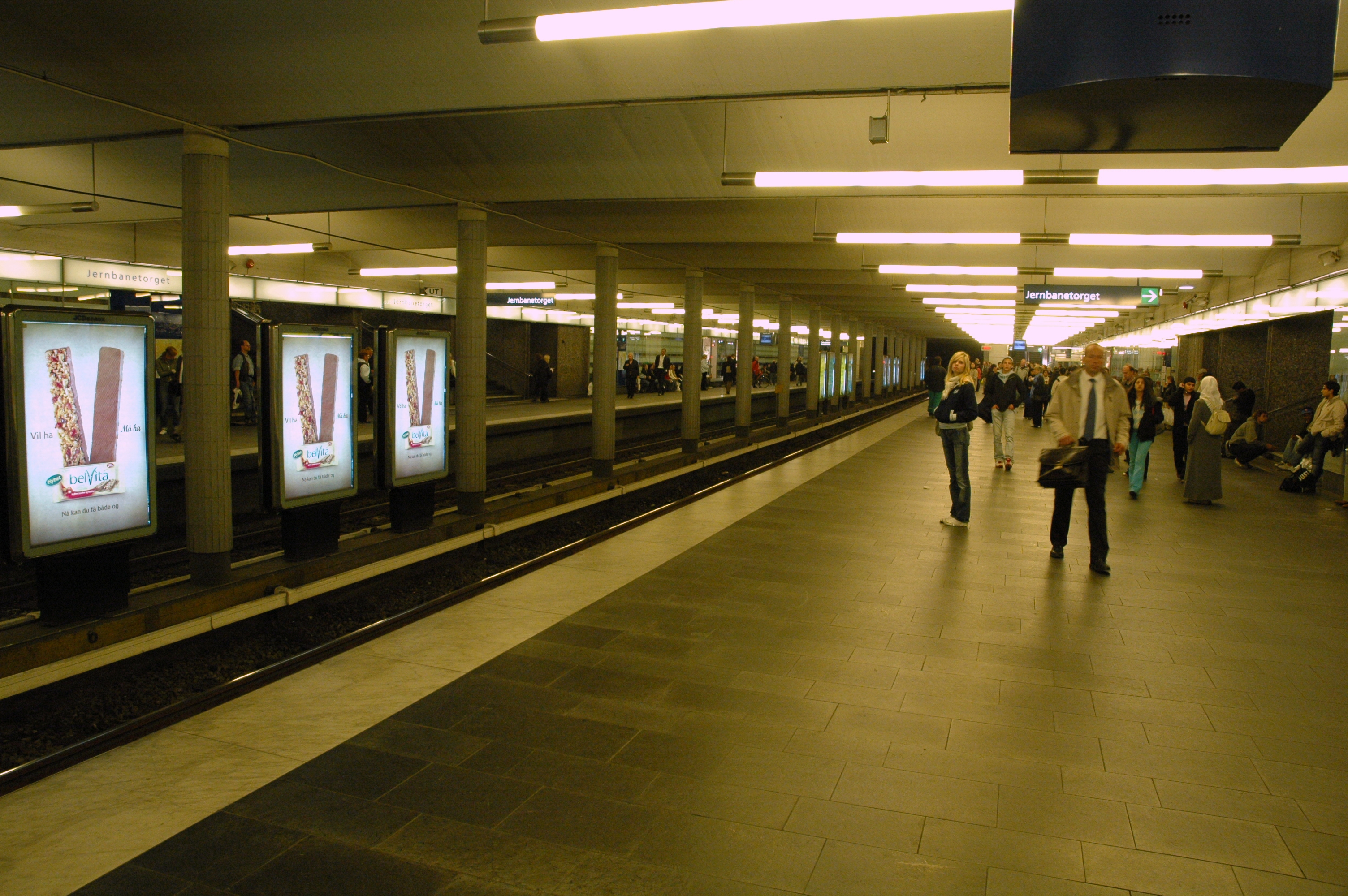
Jernbanetorget

Urval av stationer:
- Brynseng - linje 1, 2, 3 och 4
- Eiksmarka - linje 2
- Ellingsrudåsen - linje 2
- Forskningsparken  - linje 4 och 5
- Kringsjå - linje 5
- Lijordet - linje 2
- Sognsvann - linje 5
- Storo - linje 4 och 5
- Stortinget - linje 1, 2, 3, 4, 5